# Кулиско
Кулиско — деревня в Печорском районе Псковской области России. Входит в состав сельского поселения «Круппская волость». Часть деревни ранее носила название Малое Кулиско или Вя́йко-Ку́улиска (эст. Väiko-Kuuliska) и относилась к нулку Тсятски исторической области Сетумаа.

## География
Расположена на севере волости на восточном берегу озера Мясовитское и вытекающей из него реки Кулейская, в 11 км к северо-западу от волостного центра, деревни Крупп. В 1 км к западу от деревни проходит граница РФ с Эстонией.

## Население
Численность населения деревни составляет 65 жителей (2000 год).
| 2001 | 2002 | 2010 |
| ---- | ---- | ---- |
| 65   | ↘44  | ↘38  |